# Paracanthopoma parva
Genre
Espèce
Paracanthopoma parva est une espèce de poissons-chats de la famille des Trichomycteridae. C'est la seule espèce du genre Paracanthopoma (monotypique).